# Juan Sandalio Sánchez Ferragut
Juan Sandalio Sánchez Ferragut fue Capitán de Navío de la Armada española. Murió fusilado durante los primeros días de la Guerra civil española.

## Almirante Cervera
En julio de 1936, al inicio de la Guerra Civil, el Almirante Cervera estaba en dique seco en Ferrol, por lo que no tomó parte en las primeras operaciones de la Armada. Parece ser que la marinería permaneció fiel al gobierno de la República. Sin embargo, el día 21 de julio, tres días después de iniciado el Alzamiento, el buque fue asaltado por oficiales y marinos que se alinearon con los sublevados, lo que lo dejó en manos del bando sublevado. Estaba al mando del capitán de navío Juan Sandalio Sánchez Ferragut, quien fue fusilado por los franquistas.

## Decretos ministeriales
El 12 de septiembre de 1936 fue publicado un primer decreto por el que fue dado de baja definitivamente en la Armada, en unión de otros
Jefes y Oficiales, el Capitán de Navío Juan Sandalio Sánchez Ferragut. 

"Posteriormente -dice el nuevo decreto- ha podido saberse que dicho Jefe, que formaba parte de la dotación del "Almirante Cervera”, fue detenido y fusilado por los rebeldes, por mantenerse fiel al Gobierno de la República. De consiguiente, procede anular dicha baja, que determinaba la pérdida de empleo, sueldo, gratificaciones, derechos pasivos, honores, condecoraciones y demás prerrogativas y emolumentos que pudieran corresponder al referido Jefe. En virtud de lo expuesto, de acuerdo con el Consejo de Ministros, y a propuesta del Ministro de Defensa Nacional, Vengo en decretar lo siguiente: 
Artículo primero. Queda sin efecto lo dispuesto en el Decreto de doce de septiembre de mil novecientos treinta y seis, en cuanto se refiere al Capitán de Navío don Juan Sandalio Sánchez Ferragut.
Artículo segundo. El importe de los haberes y demás emolumentos correspondientes al aludido Capitán de Navío hasta, el día de la publicación del presente Decreto en la Gaceta de la República, le será satisfecho a su viuda doña Milagros Izquierdo y Piélago.
Artículo tercero. El día de la publicación del presente Decreto en la Gaceta de la República será dado de baja en la Armada, por fallecimiento en acción de guerra, el Capitán de Navío don Juan Sandalio Sánchez Ferragut, pudiendo desde esa fecha, percibir la viuda, del mismo los derechos pasivos que le correspondan.
Dado en Valencia a veintitrés de enero de mil novecientos treinta y ocho. Manuel Azaña. El Ministro de Defensa Nacional, Indalecio Prieto.